# Mexitrichia spinulata
Mexitrichia spinulata är en nattsländeart som beskrevs av Oliver S. Flint Jr. 1991. Mexitrichia spinulata ingår i släktet Mexitrichia och familjen stenhusnattsländor. Inga underarter finns listade i Catalogue of Life.